# Riebeeckosaure
El riebeeckosaure (Riebeeckosaurus longirostris) és una espècie extinta de sinàpsid de la família dels tapinocefàlids que visqué a Àfrica durant el Permià mitjà, fa entre 259,9 i 265,1 milions d'anys. Se n'han trobat restes fòssils a la província sud-africana del Cap Occidental. Es tracta de l'única espècie del gènere Riebeeckosaurus. Era un animal herbívor. El nom genèric Riebeeckosaurus fou elegit en honor de Jan van Riebeeck, administrador colonial de la Companyia Neerlandesa de les Índies Orientals a mitjans del segle xvii, mentre que el nom específic longirostris significa ‘rostre llarg’ en llatí i es refereix a la idea, actualment rebutjada, que tenia el musell particularment llarg.